# Василево (община)
Василево (на македонска литературна норма: Општина Василево) е община, разположена в източната част на Северна Македония с център едноименното село. Василевската община обхваща селата на север от град Струмица и освен с Община Струмица, граничи с общините Конче, Радовиш, Берово и Босилово. Има 12 122 жители (2002) и площ 230,4 km2. Освен Василево в общината има още 17 села.

## Структура на населението
Според преброяването от 2002 година община Василево има 12 122 жители.
| Етническа принадлежност | Процент |
| македонци               | 82,15%  |
| албанци                 | 0,00%   |
| турци                   | 17,28%  |
| роми                    | 0,04%   |
| власи                   | 0,01%   |
| сърби                   | 0,03%   |
| бошняци                 | 0,01%   |
| други                   | 0,48%   |